# Purpuradusta
Purpuradusta là một chi ốc biển, là động vật thân mềm chân bụng sống ở biển trong họ Cypraeidae, họ ốc sứ

## Các loài
Các loài thuộc chi Purpuradusta bao gồm:
- Purpuradusta barbieri (Raybaudi Massilia, L., 1986) [2]
- Purpuradusta fimbriata (Gmelin, 1791)
- Purpuradusta gracilis (Gaskoin, 1849)[3]
- Purpuradusta hammondae
  - Purpuradusta hammondae hammondae (Iredale, T., 1939) [4]
  - Purpuradusta hammondae raysummersi Schilder, 1960 [5]
  - Purpuradusta hammondae dampierensis Schilder, M. & W.O. Cernohorsky, 1965 [6]
- Purpuradusta lacrimalis Monterosato, T.A. de M. di [7]
- Purpuradusta microdon (J. E. Gray, 1828)
- Purpuradusta minoridens (Melvill, J.C., 1901) [8]
- Purpuradusta oryzaeformis Lorenz & Sterba, 1999[9]: the Roce-grain cowry
- Purpuradusta quisquiliara (Watson, R.B., 1886) [10]
- Purpuradusta serrulifera (Schilder, F.A. & M. Schilder, 1938) [11]